# Carter (Wyoming)
Carter é uma Região censo-designada localizada no estado norte-americano de Wyoming, no Condado de Uinta.

## Demografia
Segundo o censo norte-americano de 2000, a sua população era de 8 habitantes.

## Geografia
De acordo com o United States Census Bureau tem uma área de
7,9 km², dos quais 7,9 km² cobertos por terra e 0,0 km² cobertos por água. Carter localiza-se a aproximadamente 1982 m acima do nível do mar.

## Localidades na vizinhança
O diagrama seguinte representa as localidades num raio de 80 km ao redor de Carter.